# Schwarzer Apollo

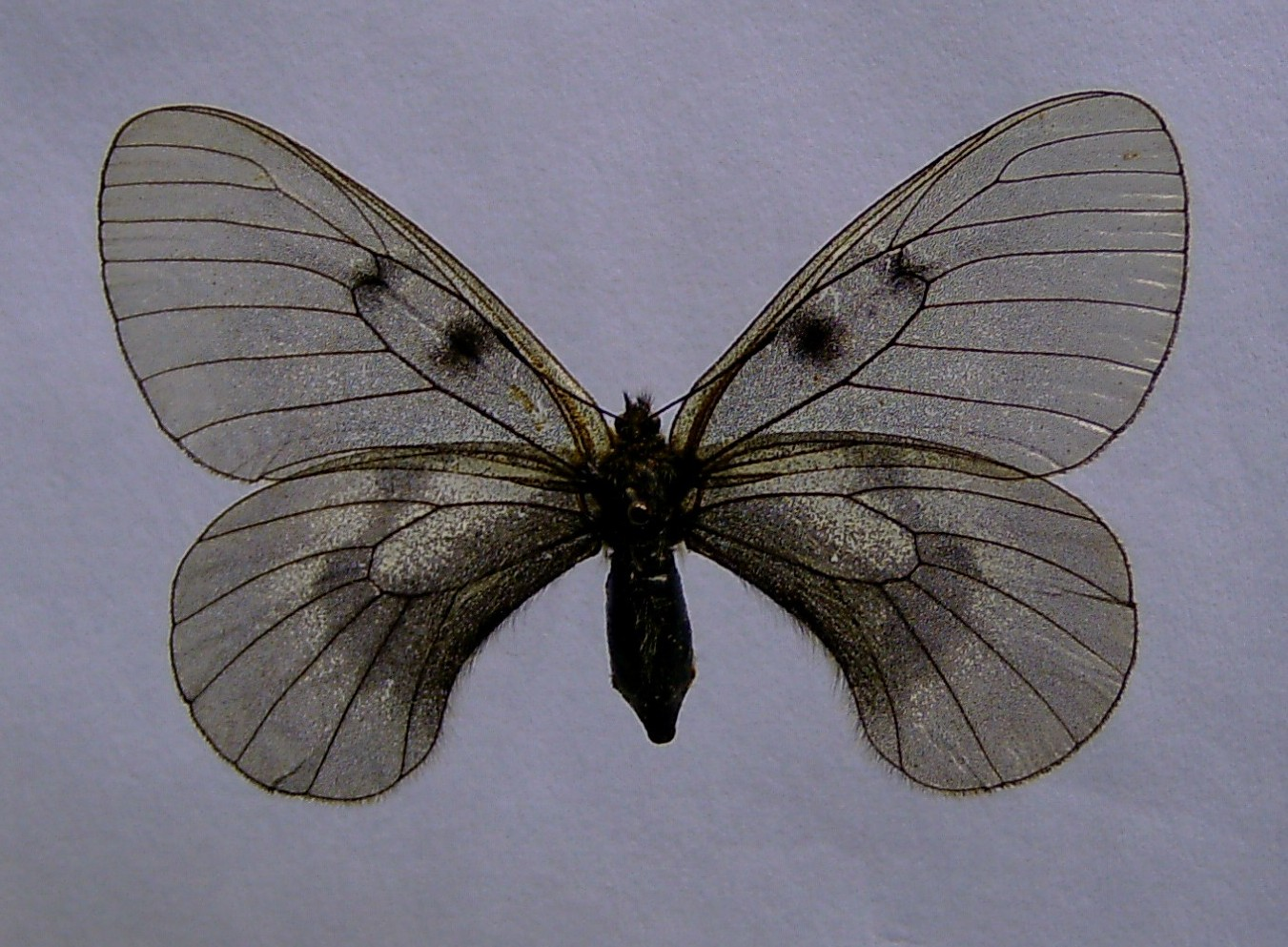
Weiblicher Falter der dunklen Alpenform (Parnassius mnemosyne ssp. hartmanni)

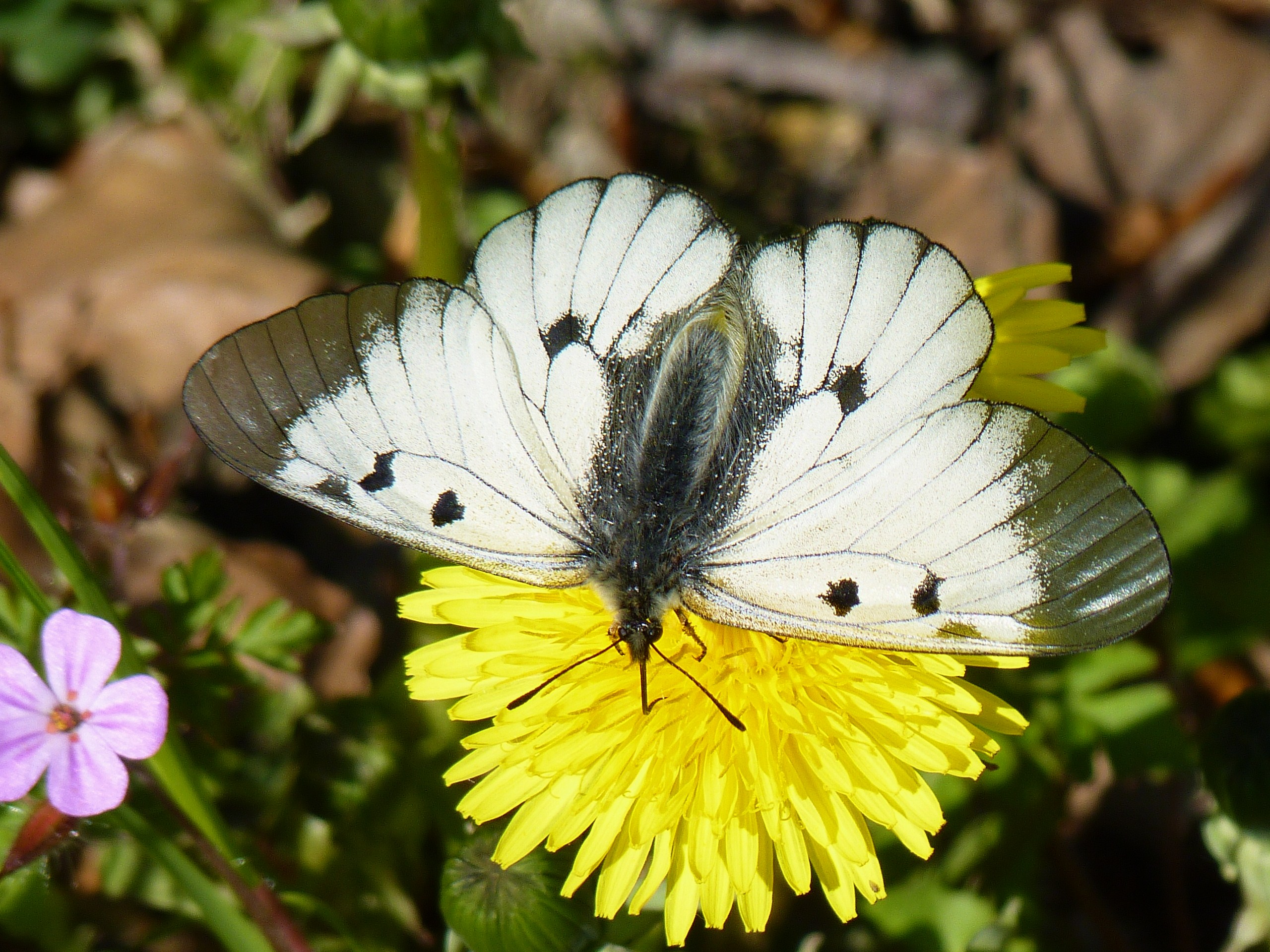
Die Flügelspitzen sind grau durchscheinend.

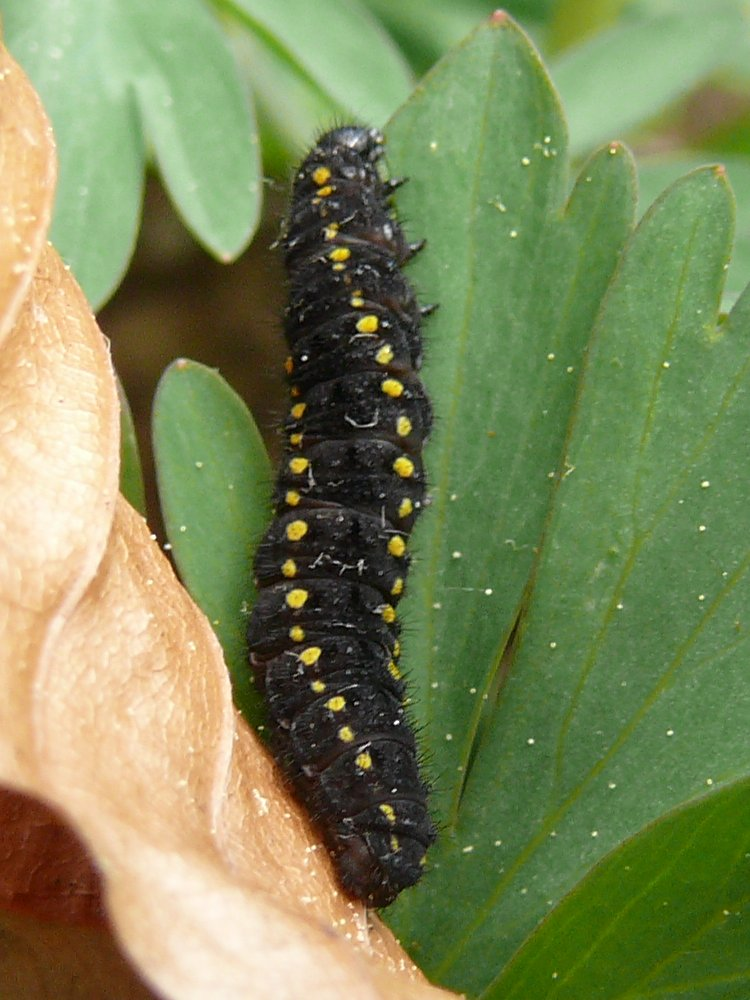
Raupe des Schwarzen Apollo an Lerchensporn

Der Schwarze Apollo (Parnassius mnemosyne) ist ein Schmetterling (Tagfalter) aus der Familie der Ritterfalter (Papilionidae). Das Artepitheton leitet sich von Mnemosyne, der Mutter der Musen aus der griechischen Mythologie ab.

## Beschreibung

### Merkmale der Imagines
Die Falter erreichen eine Vorderflügelspannweite von 50 bis 62 Millimetern. Die Flügel sind weiß mit schwarzen Adern und zwei schwarzen Flecken in der Zelle der Vorderflügel. An den Flügelspitzen sind die Flügel grau durchscheinend. Die Hinterflügel sind zum Innenrand dunkel. Das Weibchen hat größere durchscheinende Zonen auf den Vorderflügeln und auch auf den Hinterflügeln grau durchscheinende Zonen am Apex. In den Alpen finden sich Falter, die in beiden Geschlechtern dunkel gefärbt sind. Am Hinterleib haben die Weibchen gelbe Flecken und begattete Weibchen tragen am Hinterleib eine große Sphragis aus Chitin ab dem 3. Abdominalsegment bis zum Körperende.

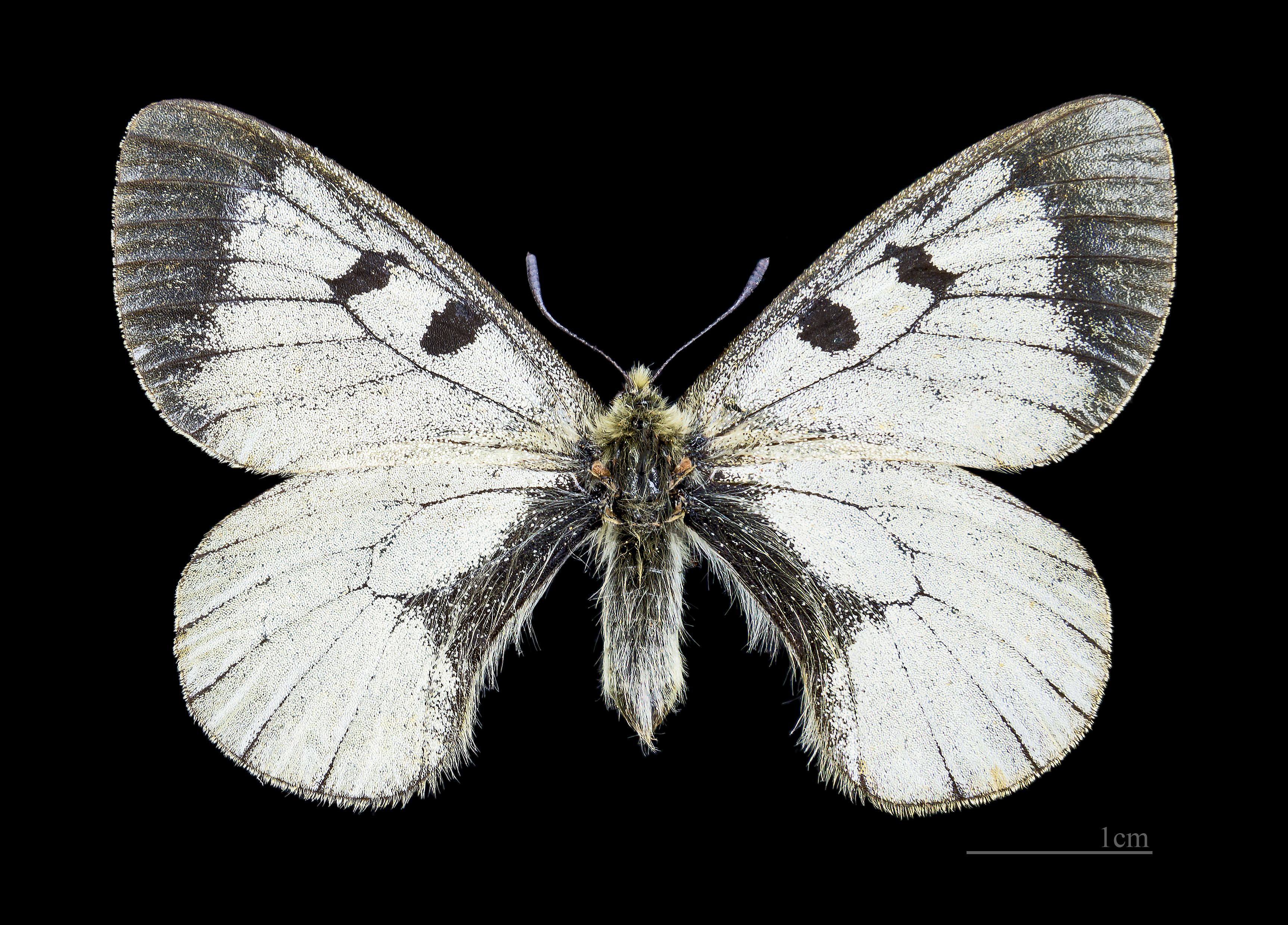
♂
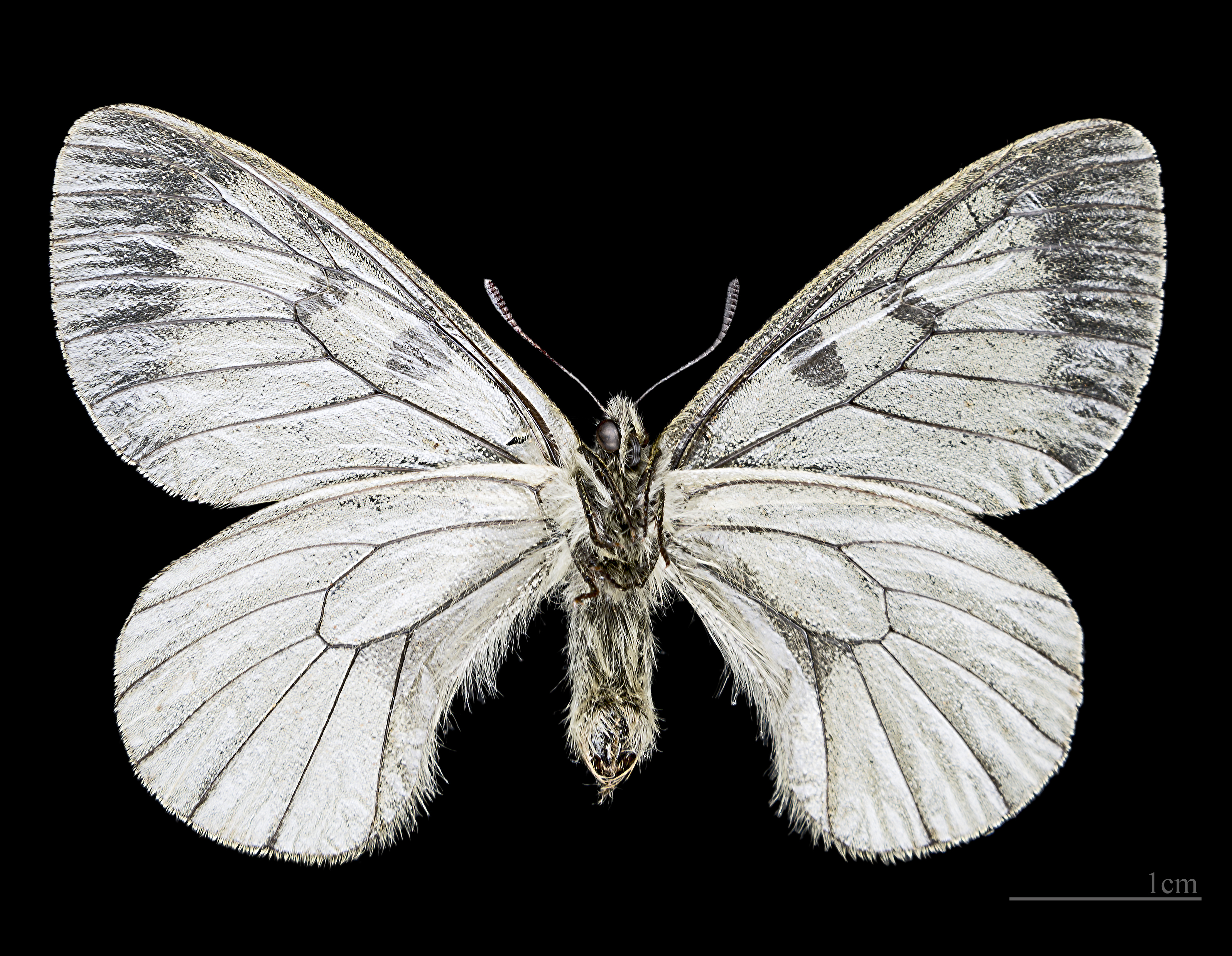
♂ △.
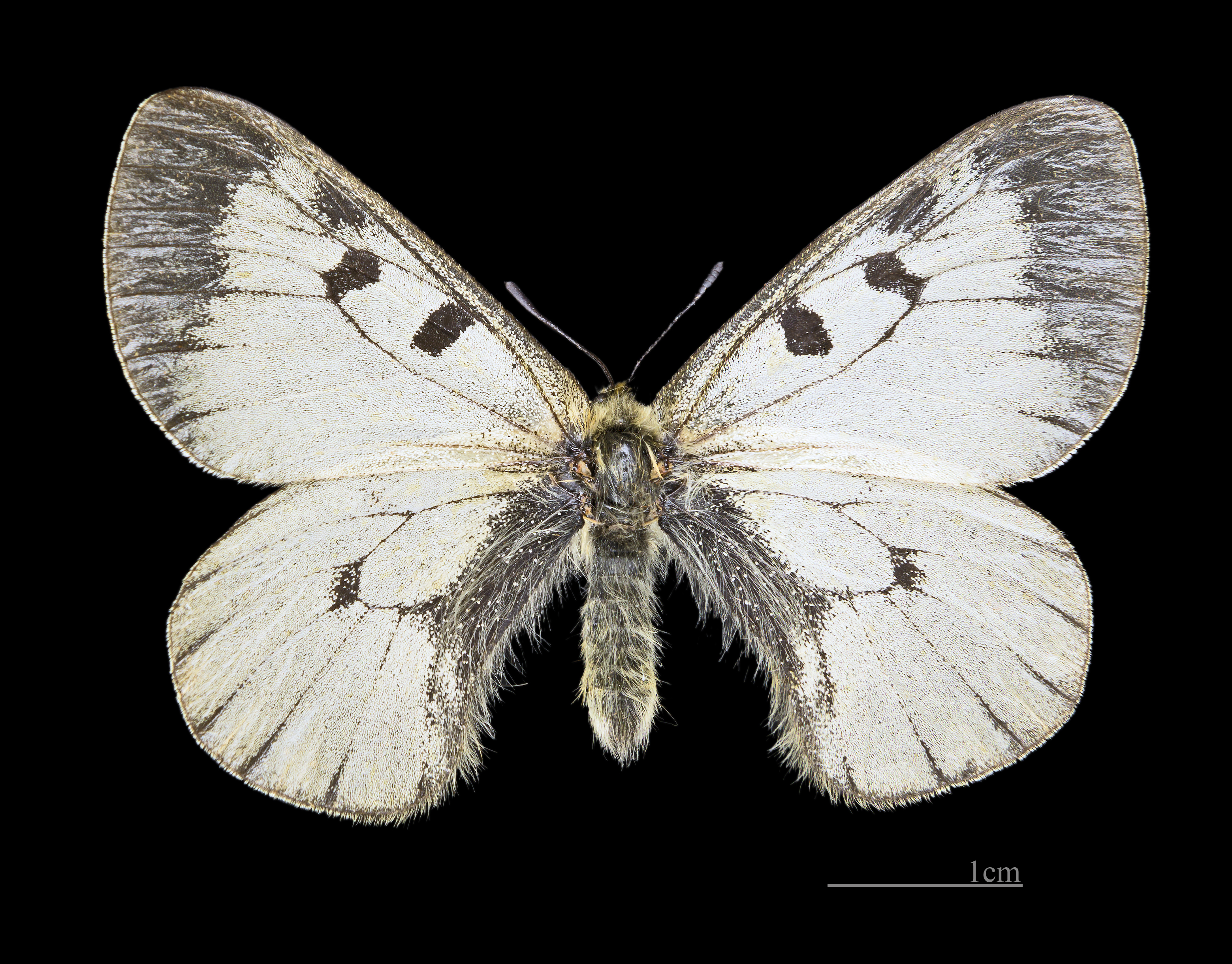
♀
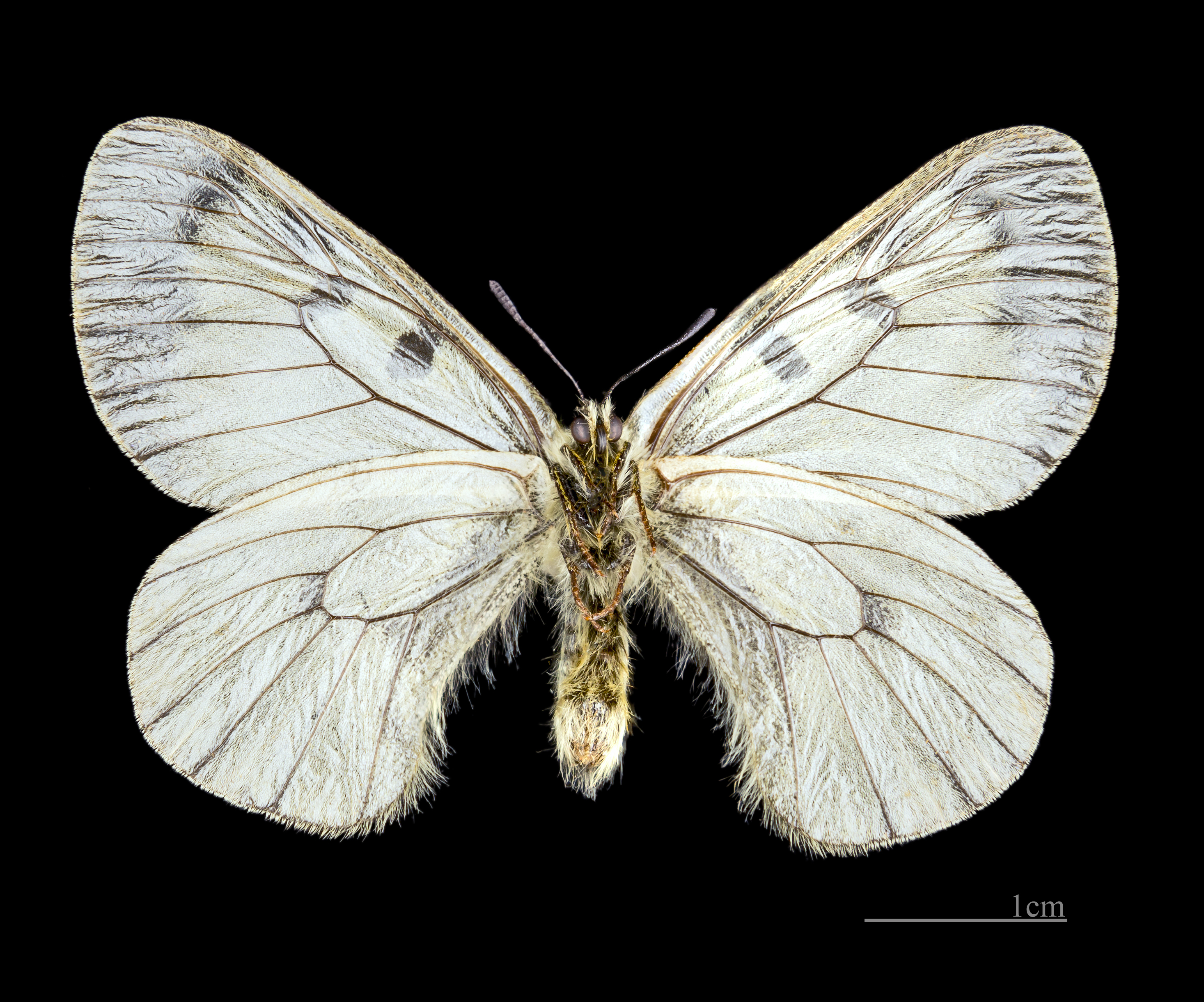
♀ △.

### Merkmale der Raupen
Die Raupen werden bis zu 42 Millimeter lang. Sie haben kurze Stacheln und links und rechts eine Linie aus gelben Flecken. Die Farbe der Raupe variiert von schwarz über braun bis zu schwarzviolett. Bei einer nicht schwarzen Grundfarbe ist ein regelmäßiges schwarzes Muster aus Flecken in den Segmenten zu erkennen. Sie sehen den Raupen der anderen Apollofalter sehr ähnlich.

### Unterarten
Die Art variiert stark und es werden verschiedenen Unterarten beschrieben.
- ssp. batavus Fr. in der Umgebung von Regensburg/Kelheim, auch in Oberösterreich[3]
- ssp. hassicus Pag. im südlichen Württemberg
- ssp. arioovistus Fr. auf der Schwäbischen Alb
- ssp. hercynianus im Harz
- ssp. hassicus Pag. in Hessen
- ssp. hartmanni Stndfs. in den Alpen

### Ähnliche Arten
- Baumweißling (Aporia crataegi)

## Verbreitung
Den Schwarzen Apollo findet man von Meereshöhe bis zu einer Höhe von über 3000 Metern in Asien. In Europa kommt er meist zwischen 1000 – 1700 m vor. Ideal geeignet als Biotop sind an Mischwälder grenzende Wiesen und Gebirgshänge in Laubwaldzonen. Die Art ist in Mitteleuropa bis hin zum 65. Breitengrad verbreitet. Er fehlt nur in England, Dänemark und auf der Iberischen Halbinsel. Das Verbreitungsgebiet außerhalb Europas reicht vom Libanon im Süden über die Türkei und den Kaukasus bis nach Zentralasien.
Durch die hohen Ansprüche an das Biotop ist diese Art sehr selten und nur inselartig anzutreffen. Vorkommen gibt es in den Pyrenäen, dem Massif Central, Norwegen, dem gesamten Alpenbogen, in einigen Mittelgebirgen wie z. B. Rhön, Schwäbische Alb, Vogelsberg und Harz, in den Karpaten und den Bergen des Balkans. Diese Plätze sind meistens streng geschützt.

## Flug- und Raupenzeit
Es gibt nur eine Generation pro Jahr. Diese fliegt von Mitte April und bis August, in kälteren Regionen nur bis Mitte Juni. Die Lebensdauer des Falters beträgt zwei bis drei Wochen. Die Raupezeit ist von April bis Mai .

## Lebensweise
Die Eiablage erfolgt meist an verwelkten Blättern oder Stängeln der Futterpflanze, aber auch an kleinen Steinen oder Felsen, falls diese nahe der Futterpflanze stehen. Die Seltenheit des Falters hat auch mit seiner komplizierten Biologie zu tun, da die Raupenfutterpflanze zum Zeitpunkt der Eiablage bereits vertrocknet ist und die Eier sozusagen auf Verdacht abgelegt werden. Die Art überwintert als voll entwickelte Raupe in der Eihülle. Die Raupe schlüpft im nächsten Jahr früh nach der Schneeschmelze und sonnt sich gerne auf dürren Blättern sitzend. Die Raupe hat nur vier Larvenstadien. Nach fünf bis sechs Wochen verpuppt sie sich in einem weißen, pergamentartigen Kokon am Boden. Die darin enthaltene Puppe ist hell oder dunkelbraun gefärbt und hat keine weißen Ringe, wie sie die des Roten Apollo hat.
Die Falter sind sehr standorttreu und brauchen in der Nähe blütenreiche Wiesen als Nahrungsquelle. Die männlichen Falter fliegen lebhaft auf der Suche nach noch nicht begatteten Weibchen umher. Die Weibchen können in Vormittags- und den späten Nachmittagsstunden beim Besuch von Blüten angetroffen werden. Bei einer Störung lassen sie sich tief in die Vegetation fallen.

### Ernährung
Der Schwarze Apollo ernährt sich ausschließlich von bestimmten Lerchenspornarten wie z. B. vom Mittleren Lerchensporn (Corydalis intermedia), Hohlen Lerchensporn (Corydalis cava) und Gefingerten Lerchensporn (Corydalis solida).
Die Falter bevorzugen Nektar von roten und violetten Blüten, saugen aber auch an anderen.

### Fortpflanzung
Das Männchen heftet dem Weibchen bei der Begattung eine große Sphragis an, die eine weitere Begattung durch andere Männchen verhindert.

## Gefährdung und Schutz
Die Art war früher lokal häufig, ist aber durch Aufforstung von Waldrändern und Waldlichtungen, zum Teil auch durch die intensive Beweidung, stark zurückgegangen.
- Rote Listen
  - Österreich: 3 (gefährdet)[8]
    - Tirol: 1
    - Vorarlberg: 1-2
    - Wien: 2
    - In allen anderen Bundesländern: 3

  - Deutschland: 1 (Vom Aussterben bedroht)[9]
    - Baden-Württemberg: 1[10]
    - Bayern: 1[11]
    - Sachsen-Anhalt: 1[12]

In Deutschland sind die Unterarten des Schwarzen Apollo als Arten nationaler Verantwortung innerhalb der Nationalen Strategie zur biologischen Vielfalt der Bundesregierung eingestuft.